# 山头乡
山头乡，是中华人民共和国山西省临汾市洪洞县下辖的一个乡镇级行政单位。2021年5月，撤销山头乡、左木乡，合并设立山目乡。

## 行政区划
山头乡下辖以下地区：
妥当村、东龙门村、毛家庄村、曹家沟村、安头村、笔架庄村、杨家腰村、曲树腰村、宜家庄村和曲家岭村。